# Metropolis (film)
 For alternative betydninger, se Metropolis. (Se også artikler, som begynder med Metropolis)
Metropolis er en science-fiction-film fra 1927 og den første film, der kom på UNESCOs Memory of the World Programme. Produktionen kostede fem millioner Reichsmark og gjorde den til verdens dyreste stumfilm nogensinde. Indspilningstiden slog alle rekorder: 310 dage og 60 nætter.

## Produktionen
Historien er baseret på en roman af instruktøren Fritz Langs kone, Thea von Harbou, som også skrev manuskriptet til filmen. Fritz Lang, der instruerede den, gjorde den først og fremmest til en udstyrsfilm. Der blev lavet 500 modeller af skyskrabere på mere end 70 etager, inspireret af Langs besøg i New York i 1924. Interiørerne er holdt i art deco, hvad der førte til et stort gennembrud for art deco-møbler i Latinamerika.
Lang var notorisk slem at arbejde for. I den lange filmsekvens, hvor børnene i arbejderkvartererne kæmper for ikke at drukne i vandmasserne, lod han statisterne (børn fra Berlins slum) plaske i dagevis i vand, som han sørgede for var iskoldt, så deres ansigter fik det rigtige, forpinte udtryk. Da heltinden Maria skal på bålet, stod han fast på, at det skulle være ægte flammer. Der gik påfølgende ild i hendes kjole. I Metropolis møder vi den forrykte, onde, leende videnskabsmand af nøjagtig samme type som dr. Mabuse og dr. Strangelove. Over 1.000 statister var hyret ind.
Luis Buñuel fandt filmens handling "triviel og svulstig"; men han var begejstret for billederne, og mente, Lang "overvælder os med sin kolossale vision om storbyen år 2000"; mens en anden anmelder fandt, at filmen viste "jordens glatte ansigt skamferet til det ugenkendelige af skyskrabere, af lysreklamer med apokalyptisk intensitet, af gader fuldstændigt tilstoppet af biler." 
Filmen blev en fiasko og fik store konsekvenser for filmselskabet Ufa, som havde lånt penge hos Paramount og MGM i USA. Der blev dannet et nyt tysk-amerikansk selskab, Parufamet, til at distribuere den. I marts 1927, to måneder efter premieren, var Ufa så slemt stillet, at selskabet blev solgt til forlagsmanden Alfred Hugenberg, som senere kom til at sidde nogle måneder i Hitlers første regering. Som ny Ufa-direktør var Hugenbergs første handling at trække Metropolis tilbage fra markedet og klippe næsten en time væk. Indstramningen var ikke kun af kommercielle hensyn, men særlig rettet mod scener, der kunne opfattes som "kommunistiske" eller "blasfemiske". Før distribution internationalt blev den klippet nok en gang. Fra at vare i to og en halv time blev den i New York fremvist i en version på en time og 40 minutter.  Den rekonstruerede version fra Murnau-stiftelsen kom i 2001 på UNESCOs verdensarvliste; men mere end en fjerdedel af regissørens final cut blev anset som tabt.
Alle kopier til udleje stammede fra tre forskellige klipninger. I tidens løb blev også udlejekopierne ødelagt; forkortet, scenerne omrokeret osv., sådan at der til sidst fandtes mange kortere og længere udgaver af filmen, alle indbyrdes forskellige. Gennem mange år prøvede tyske filmhistorikere at samle stumperne og rekonstruere den oprindelige film ved at støtte sig til Langs drejebog og benytte de bedste kopier. Så dukkede helt uventet en kopi op af hele filmen, som den blev vist i Argentina i 1929. Den argentinske kopi var aldrig blevet returneret til udlejerne. Efter mange år blev den doneret til en offentlig institution, og da der var tale om en brandfarlig nitratkopi, fik man lavet en 16 mm kopi på celluloid, som endte på et lager i Buenos Aires - hvor den blev genfundet i 2008. Kopien var i en elendig forfatning. Billederne var ridsede og kunne kun delvis renses digitalt. Alligevel har tyske filmhistorikere kunnet bruge kopien til at udfylde hullerne i versionen fra 2003, så vi nu sidder med en udgave af Metropolis, der kun mangler et par minutter. 

## Wells’ kritik
H.G. Wells anmeldte Metropolis for New York Times: "Jeg tror ikke, det vil være muligt at lave en mere fjollet film…Ikke et øjeblik er der noget i denne forvrøvlede historie, man tror på." I sin kritik påpegede Wells det absurde i at tænke sig, at fremtidens byer ville vokse opad, når alle vidste, at centrifugalbyen var fremtiden, skrev han fejlagtigt. Derimod var det rimeligt, at han påpegede ligheden med sin egen When the sleeper awakes (1898) om et futuristisk London og følte sig plagieret af Lang og Harbou. (Woody Allen lavede i 1973 filmen Sleeper inspireret af Wells' beretning.)  Imidlertid nævner Wells ikke den ligeså tydelige parallel til sin første roman Tidsmaskinen (1895), hvor der skildres et samfund med en dansende overklasse over en duknakket arbejderklasse fanget i endeløst slid. Robotten Maria mente han var tyvlånt fra Karel Capek (hvad der i så fald måtte gælde alle robotter på film). Wells mente også, at originaltitlen Neubabelsburg var bedre. Men Metropolis blev aldrig kaldt andet. Derimod blev den filmet i Berlin-bydelen Babelsberg (-berg, ikke –burg som Wells stavede det), som den gang hed Neubabelsberg. Wells har forvekslet indspilningsstedet med filmens navn. 

## Handling
I den overdimensionerede og teknisk fascinerende by Metropolis lever de forskellige sociale samfundsklasser fuldstændigt adskilt. Det øverste klasse bor i paradisiske betingelser, mens arbejderne ses som mindreværdige og er henvist til en underjordisk slavetilværelse.
Freder Fredersen (spillet af Gustav Fröhlich), søn af fabrikanten Joh Fredersen (spillet af Alfred Abel), der ses som hjernen bag Metropolis, forelsker sig i arbejderaktivisten Maria (spillet af Brigitte Helm) som under religiøst lignende sessioner stiller arbejderne bedre tider i sigte. Fredersen senior ser sin magt være i fare og sørger for, at opfinderen C.A. Rotwang (spillet af Rudolf Klein-Rogge) giver en robot (Maschinen-Mensch) Marias ansigt for at holde arbejderne i skak.
Rotwang ønsker at hævne Fredersen senior, der har taget hans store kærlighed Hel, Freders mor, og får maskinen Maria til at opildne arbejderne mod Fredersen senior og systemet. Mængden går løs på maskinerne og smadrer også Metropolis' hjertemaskine, hvorefter vandtankene flyder over, og arbejderkvartererne oversvømmes. Den virkelige Maria, Freder Fredersen og den af Fredersen senior afskedigede Josaphat (spillet af Theodor Loos) formår dog at redde arbejdernes børn fra at drukne.
Arbejderne vil så lynche af Maria, som skulle have drevet dem til forbrydelsen. Mængden griber det, de mener er Maria og brænder hende på bålet (tysk Scheiterhaufen). Den virkelige Maria jages af dr. Rotwang, der frygter selv bliver offer, hvis robotten Marias eksistens bliver kendt. Hun reddes af Fredersen junior. Endelig forsones fabrikant Fredersen og arbejderne gennem Fredersens søns mægling.

## Eksterne Henvisninger
- En restaureret engelsk filmudgave kan frit ses på archive.org; 2:27:12
- Metropolis på Internet Movie Database (engelsk)
- Metropolis på Filmdatabasen
- Metropolis på Scope
- Metropolis i Svensk Filmdatabas (svensk)
- Metropolis på AlloCiné (fransk)
- Metropolis på MovieMeter (nederlandsk)
- Metropolis på AllMovie (engelsk)
- Metropolis' profil hos Encyclopædia Britannica Online (engelsk)
- Metropolis på Turner Classic Movies (engelsk)
- Metropolis på The Movie Database (engelsk)